# Dasysternica callicrena
Dasysternica callicrena är en fjärilsart som beskrevs av Edward Meyrick 1883. Dasysternica callicrena ingår i släktet Dasysternica och familjen mätare. Inga underarter finns listade i Catalogue of Life.